# Щербиновка (Сумская область)
Щерби́новка (укр. Щербинівка) — село,
Волокитинский сельский совет,
Путивльский район,
Сумская область,
Украина.
Код КОАТУУ — 5923881904. Население по переписи 2001 года составляло 159 человек .

## Географическое положение
Село Щербиновка находится на правом берегу реки Клевень,
выше по течению на расстоянии в 1 км расположено село Волокитино,
ниже по течению на расстоянии в 2 км расположено село Антоновка (Кролевецкий район),
на противоположном берегу — село Яцыно.
Река в этом месте извилистая, образует лиманы, старицы и заболоченные озёра.